# Сулпиций Корнелиан
Сулпиций Корнелиан (на латински: Sulpicius Cornelianus) е римски реторик и философ стоик през 2 век.
Гней Клавдий Север (консул 173 г.) свързва Марк Аврелий (упр. 161-180). Той става секретар на Марк Аврелий.
Според Марк Корнелий Фронтон той се казва Сулпиций и е автор на Philetaerus (φιλέταιρος) на гръцки.